# Klopotivți, Derajnea
Klopotivți (în ucraineană Клопотівці) este localitatea de reședință a comunei Klopotivți din raionul Derajnea, regiunea Hmelnîțkîi, Ucraina.

## Demografie
Componența lingvistică a localității Klopotivți
     Ucraineană (99,56%)
     Alte limbi (0,44%)
Conform recensământului din 2001, majoritatea populației localității Klopotivți era vorbitoare de ucraineană (99,56%), existând în minoritate și vorbitori de alte limbi.